# Houweling Telecom Museum
Het Houweling Telecom Museum is in 1974 gestart en herbergt de geschiedenis op het gebied van telecommunicatie in de Zuid-Hollandse stad Rotterdam en de regio. De vele facetten zijn tot uiting gebracht in apparatuur, woord, beeld en geluid. Een aantal enthousiaste oud-medewerkers van KPN werken aan de uitbouw van het museum en de presentatie van de collectie.
Wat er allemaal in het museum te zien is:
- eindapparatuur die bij klanten gebruikt werd
- allerlei vormen en ontwikkelingen van telecommunicatie
- telefooncentrales in werking
- onderdelen kabelnet
- gereedschap en kleding
- meetapparatuur
- informatie over wijkcentrales en ISRA-punten
- beeldmateriaal
- documentatie
- enz.